# 德吕滕
德吕滕（Druten）是荷蘭的一个市镇，位於荷蘭東部。在行政區劃上，德吕滕屬於海爾德蘭省。教堂是當地地標之一，設計者是Pierre Cuypers。

## 外部連結
- 维基共享资源上的相關多媒體資源：德吕滕